# Stare Miasto (Stargard)

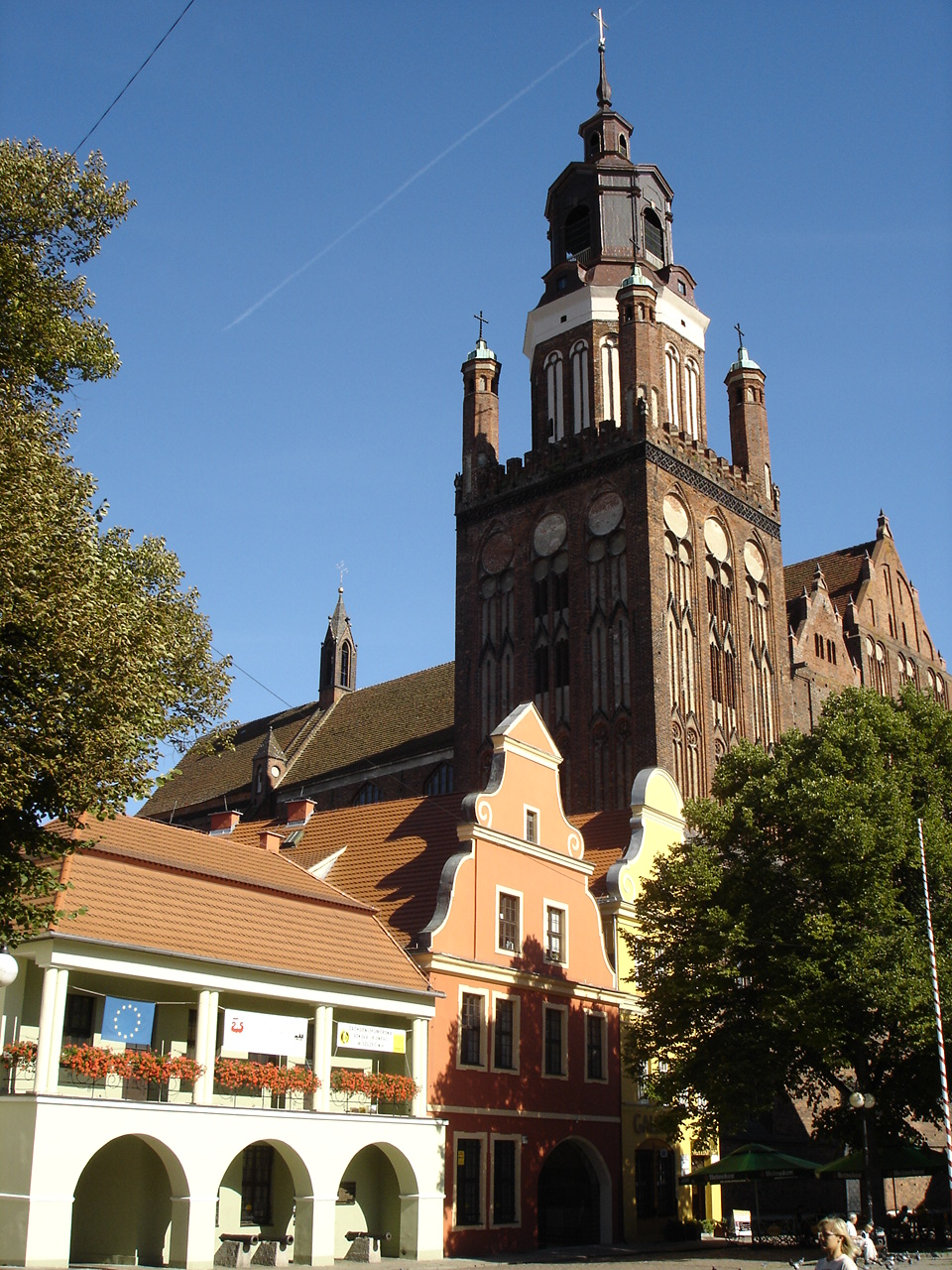
Kościół Mariacki wraz z Rynkiem Staromiejskim

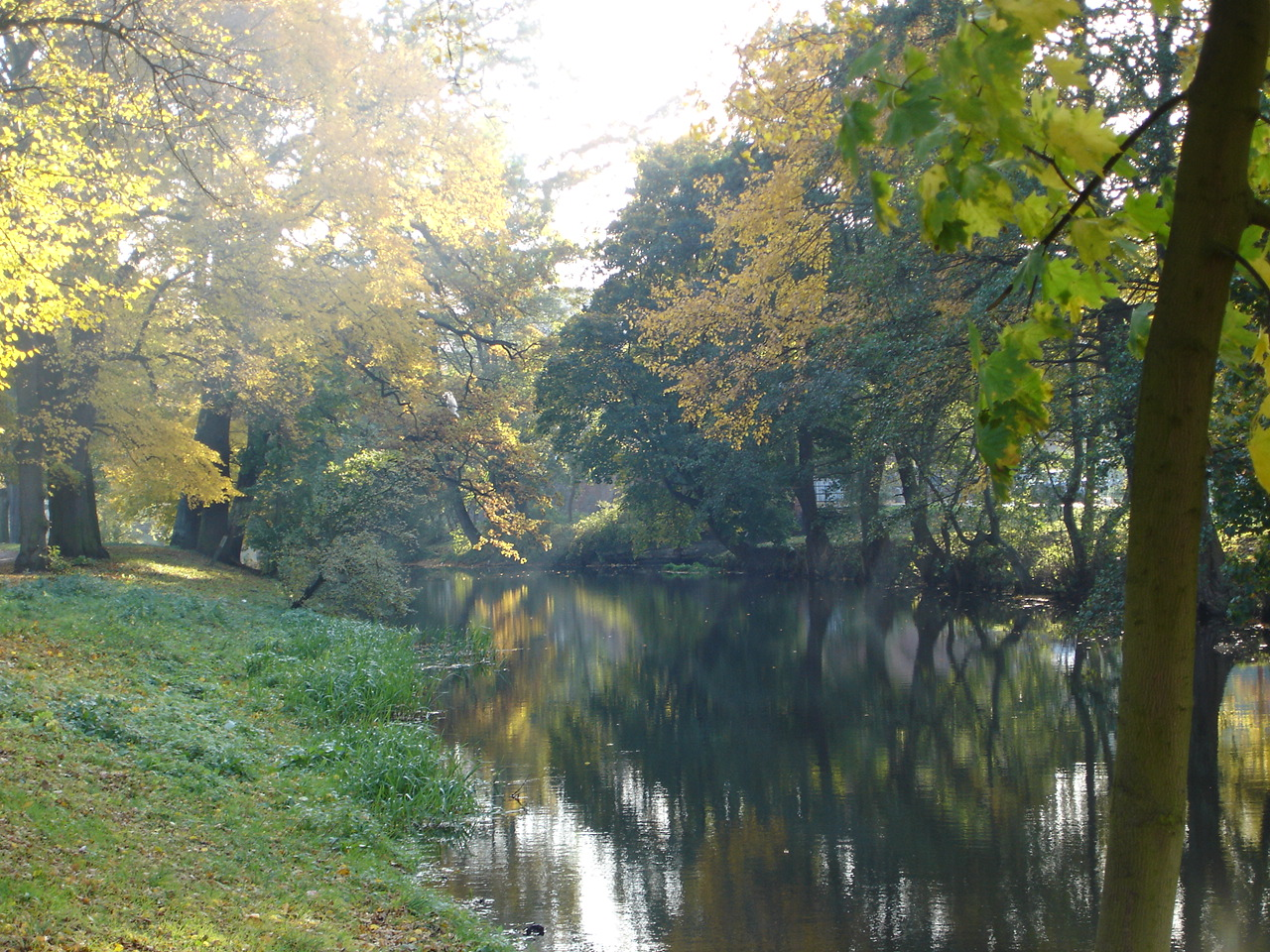
Ina, na terenie Starówki

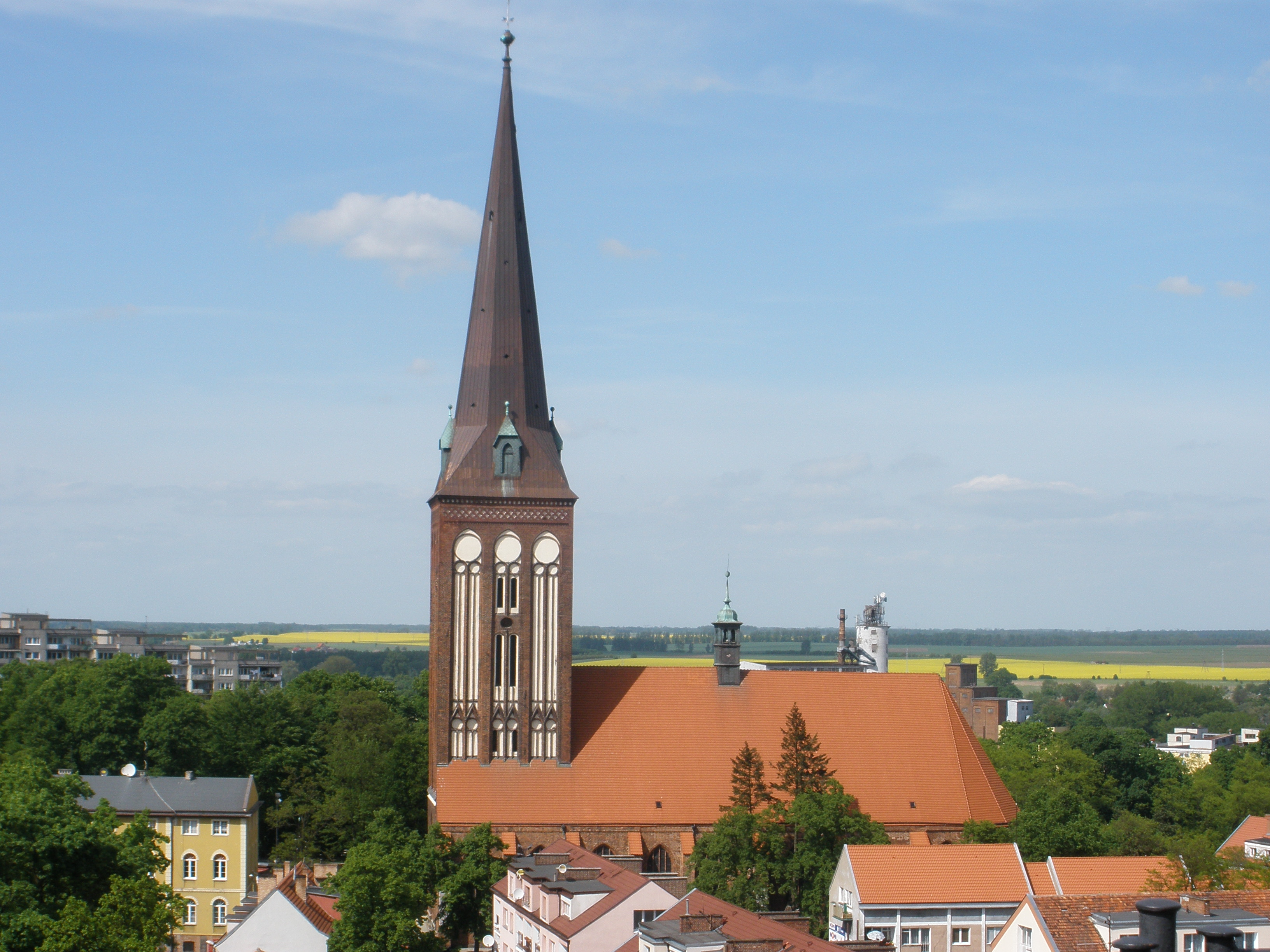
Kościół św. Jana

Plan Starego Miasta

Stare Miasto (pot. Starówka) - najstarsza dzielnica Stargardu, położona w centralnej części miasta, otoczona plantami. W tej części miasta znajdują się najważniejsze instytucje m.in.: Urząd Miejski, Urząd Gminy, Urząd Stanu Cywilnego, Muzeum Archeologiczno-Historyczne, Książnica Stargardzka, Biblioteka Pedagogiczna oraz najcenniejsze zabytki miasta.

## Historia
Po II wojnie światowej z zabytkowej zabudowy w nienaruszonym stanie na Terenie Starego Miasta pozostał jedynie Kościół św. Jana, inne zabytki i pozostała zabudowa zostały uszkodzone lub całkowicie zniszczone. Przez ponad 10 lat od zakończenia działań zbrojnych na terenie Starówki nie rozpoczęto odbudowy ze względu na brak środków i materiałów. Dopiero w 1958 rozpoczęto odgruzowywanie Starego Miasta. W wyniku pośpiechu odbudowano tylko mury obronne, bramy, baszty, spichlerz, kościół Mariacki, ratusz oraz odwach i kamieniczki we wschodniej pierzei rynku. Na pozostałym terenie Starego Miasta wybudowano trzy- i czteropiętrowe budynki, a przy ulicy Szewskiej wzniesiono 5 jedenastopiętrowych budynków. W celu odciążenia Starówki od ciężkiego ruchu tranzytowego w 1998 wybudowano obwodnicę - Południowe Obejście Starego Miasta.

## Przyszłość
Miasto w ramach rewitalizacji i  rewaloryzacji Starego Miasta odremontowało budynki znajdujące się w Rynku. Zakończyły się prace związane z całkowitą wymianą płyty głównej rynku, wraz z jej zagospodarowaniem oraz włączeniem elementów małej architektury.
Obecnie trwają prace związane z zabudową kwartału ograniczonego ulicami: Bolesława Chrobrego, Kazimierza Wielkiego, Władysława Łokietka (Targ Drzewny) i Grodzką -  kamieniczkami stylizowanymi na zabytkowe.
Zakończenie planowane jest na połowę 2013 r.

## Układ urbanistyczny
Stare Miasto i otaczające je planty leżą w strefie A ochrony zabytków i znajdują się pod nadzorem Wojewódzkiego Konserwatora Zabytków w Szczecinie, ze względu na dużą koncentracje zabytków. Obecnie jest wdrażany plan rewitalizacji zabudowy Starówki oraz niektórych rejonów Stargardu, który ma na celu  budowanie konkurencyjności miasta w skali ponadlokalnej. Centralną częścią Starego Miasta jest Rynek Staromiejski na planie kwadratu z 5 ulicami wylotowymi. Pozostałe w większości mają zachowany historyczny kształt. Ślady osadnictwa przedlokacyjnego możemy zauważyć w postaci ciągu historycznych ulic Johannisstraße i Grosser Wall (dziś obydwie Bolesława Chrobrego) oraz bardziej regularnej siatki bloków zabudowy wytyczonych po 1253 roku.

## Ważniejsze zabytki
- kolegiata pw. Najświętszej Marii Panny - zabytek rangi światowej, najcenniejszy na Pomorzu Zachodnim. Pochodzi z XIII wieku, zbudowany w stylu gotyckim przez Heinricha Brunsberga
- Kościół św. Jana pochodzi z XV wieku, kościół ten posiada trzecią pod względem wysokości wieżę na Pomorzu Zachodnim (99 m)
- Historyczny, barokowy ratusz
- mury obronne - pochodzące z II poł. XIII wieku
- Brama Pyrzycka
- Brama Wałowa
- Brama Młyńska - jedyna w Polsce i jedna z nielicznych w świecie brama położona ponad korytem rzeki
- Brama Świętojańska
- Baszta Morze Czerwone - najokazalsza baszta miejska w Polsce
- Baszta Tkaczy
- Baszta Białogłówka

## Główne ulice Starego Miasta
- Bolesława Chrobrego
- Świętego Jana
- Kazimierza Wielkiego
- Bolesława Krzywoustego
- Złotników
- Pocztowa
- Płatnerzy
- Grodzka
- Mieszka I
- Władysława Łokietka
- Portowa
- Rynek Staromiejski